# 1-Metilciclopropeno
El 1-metilciclopropeno (en inglés, 1-methylcyclopropene) es un regulador vegetal de síntesis que actúa como inhibidor de la acción del etileno.
En la actualidad es uno de los compuestos más promisorios para la regulación de la maduración de frutos climatéricos, la inhibición de la senescencia de hortalizas de hoja, de flores de corte y de muchas especies de plantas ornamentales. La exposición durante varias horas al 1-metilciclopropeno, en concentraciones variables según la especie (pero que pueden ser tan bajas como 0,2 µL L−1, por ejemplo, en peras), vuelve a ciertas frutas y hortalizas insensibles al etileno por períodos de tiempo considerables (días a semanas). El 1-metilciclopropeno actuaría bloqueando el acceso del etileno a su sitio en el receptor transmembrana presumiblemente ubicado en la membrana plasmática, por lo cual los tejidos se tornan incapaces de percibir la presencia del etileno. Se efectuaron numerosos ensayos exitosos con manzanas, ciruelas, kiwis, caquís, paltas, peras, tomates y otros frutos climatéricos, y es hoy muy utilizado a nivel comercial para manzanas.

## Características generales del 1-metilciclopropeno
El 1-metilciclopropeno (cuya abreviatura es 1-MCP) es un cicloalqueno con fórmula molecular C4H6. Se trata de un compuesto gaseoso en condiciones estándar de temperatura y presión, considerado de muy bajo riesgo para la salud humana. Entre sus propiedades físicas se mencionan un punto de fusión inferior a los -100 °C, y un punto de ebullición próximo a 4,7 °C (como líquido inestable).
El término «metilciclopropeno» puede hacer referencia a uno de dos isómeros, el 1-metilciclopropeno tratado en este artículo, o el 3-metilciclopropeno. Asimismo, el metilciclopropano (usualmente abreviado MCP) es otro compuesto químico, diferente de los anteriores, un cicloalcano cuya fórmula química es C4H8.

## Afectación de la calidad por la presencia de etileno

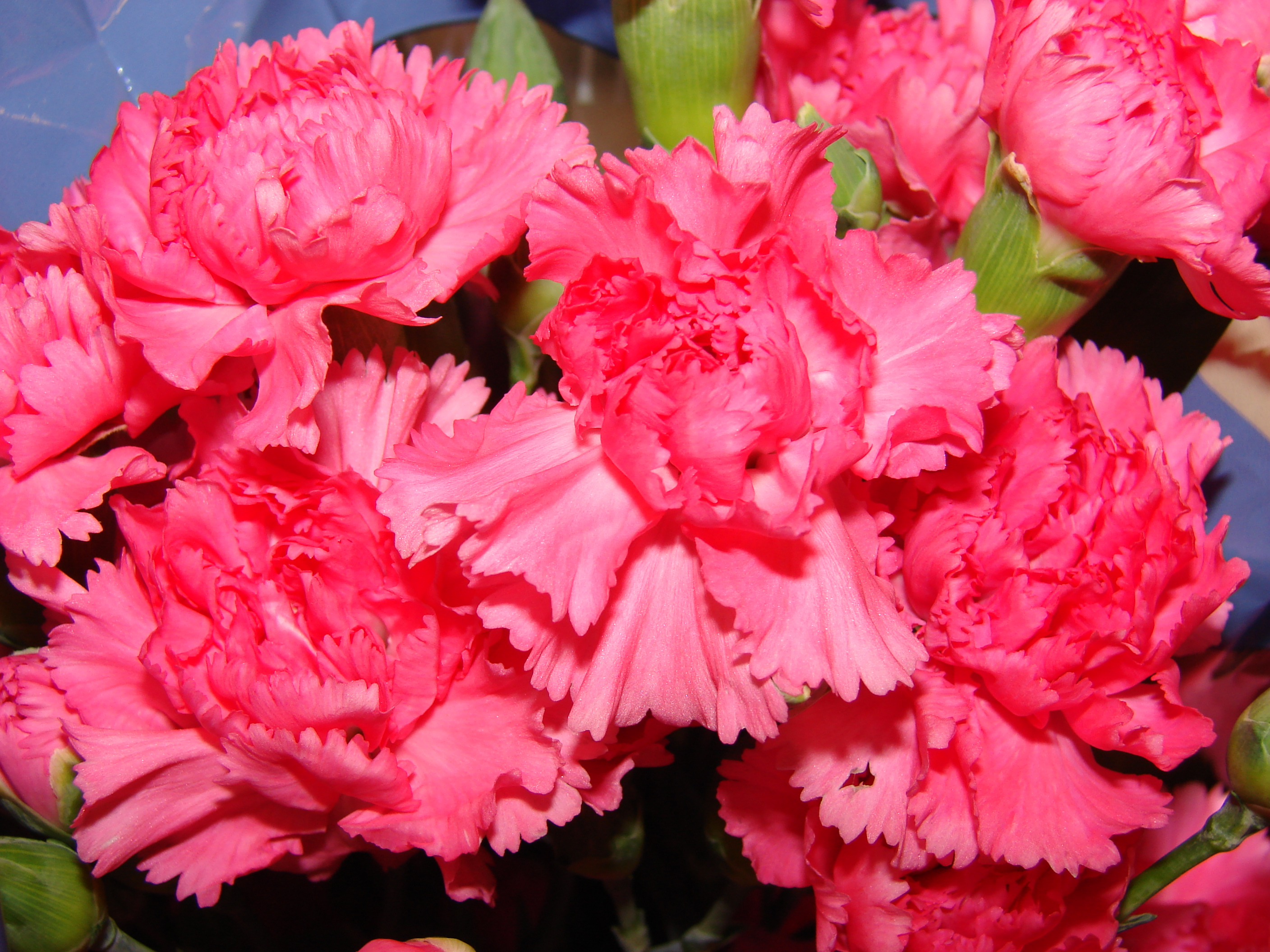
Los claveles son flores muy sensibles a la presencia de etileno en el ambiente. Responden muy bien a la aplicación de 1-metilciclopropeno.

La calidad de las frutas, hortalizas, flores de corte y plantas ornamentales puede afectarse por la presencia de etileno en el ambiente. El grado de afectación difiere según la especie. Entre los frutos climatéricos, el kiwi ofrece una respuesta mucho más notoria (marcado ablandamiento) a la presencia de etileno en el ambiente que los duraznos. Entre los frutos no climatéricos, la calidad de los cítricos resulta mucho más afectada que la de las cerezas por la presencia de etileno. En el caso de las flores de corte y de las plantas ornamentales, algunas especies son muy susceptibles a la presencia de etileno (por ejemplo, el clavel) mientras que otras no lo son.
Una de las muchas herramientas para prolongar la vida de frutas, hortalizas y flores en la postcosecha es disminuir o bloquear la acción del etileno.

## Primeros agentes que bloquean la acción del etileno

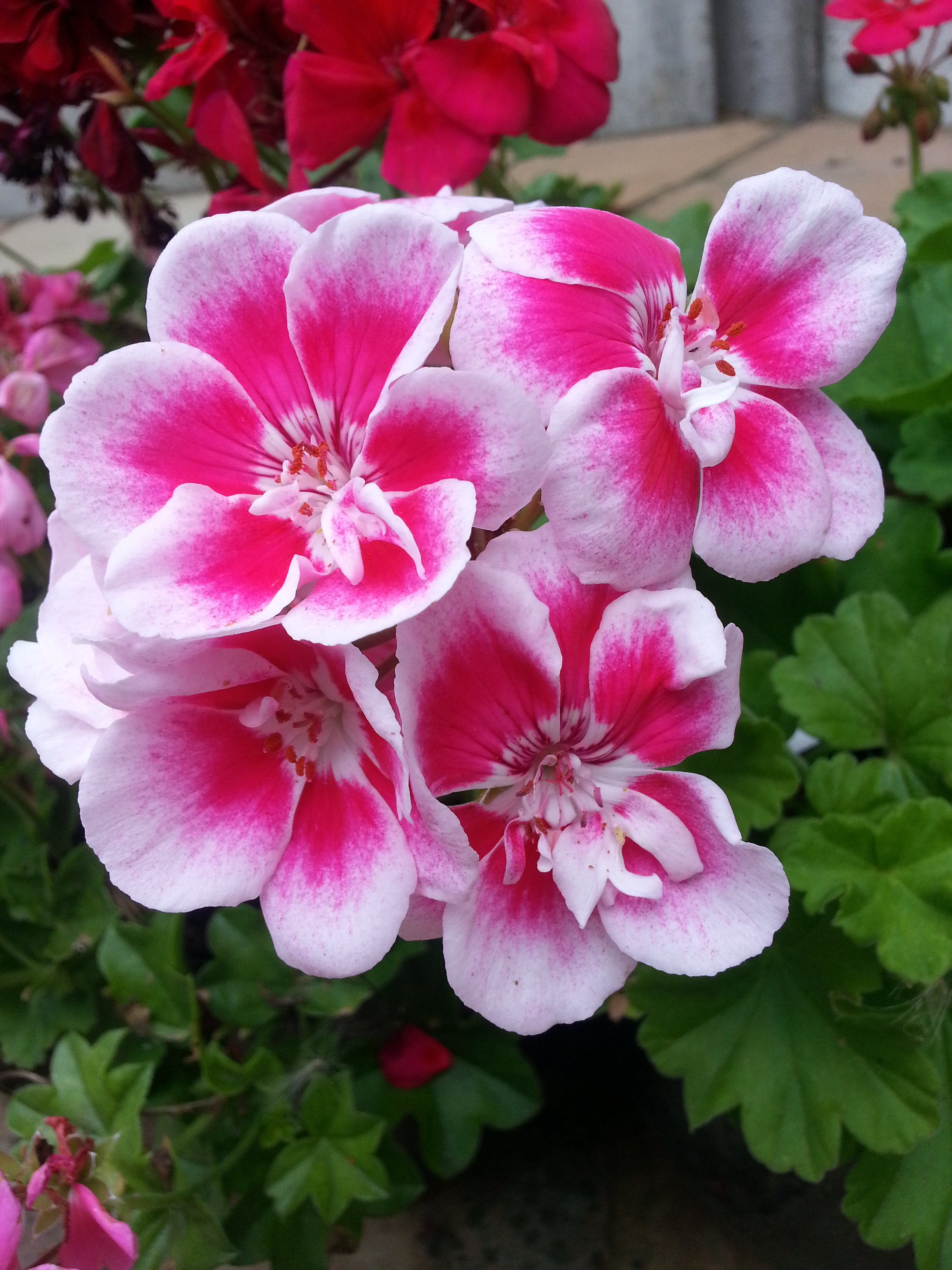
La calidad de las flores de diversas plantas ornamentales, entre ellas el geranio, mejora con la aplicación de 1-metilciclopropeno

La acción del etileno puede bloquearse por una variedad de elementos y compuestos químicos, entre los que se cuentan el CO2 y el ion Ag+. El CO2 es usualmente utilizado como uno de los principios del tratamiento de frutos en atmósferas controladas o modificadas. El uso del ion Ag+ como agente «anti-etileno» fue descubierto a partir de la aplicación de otro producto, el tiosulfato de plata (Ag2SO3). Probablemente el ion Ag+ inhibe la transmisión de la señal a nivel de los receptores del etileno. Por tratarse de un metal pesado, el uso del ion Ag+ es incompatible con alimentos destinados a consumo y, en frutos, se utiliza únicamente en investigación científica.
Otros presuntos inhibidores de la percepción del etileno son los compuestos 2,5-norbornadieno y diazociclopentadieno, con efectos inhibitorios de la maduración en frutos como las manzanas. Además, se han encontrado respuestas de retardo en la maduración en otros frutos, como kiwi, palta, banana, etc. Sin embargo, estos compuestos presentan varias desventajas para su uso comercial. Se requiere una exposición continua a altas concentraciones de 2,5-norbornadieno para que resulte efectivo, pudiendo conferir aromas extraños a los frutos. Por su parte, las altas concentraciones de diazociclopentadieno resultan explosivas.

## Los ciclopropenos
Los ciclopropenos, que constituyen una nueva generación de antagonistas del etileno, resultaron más prometedores que los compuestos citados anteriormente. Se evaluaron el ciclopropeno, 3,3-dimetilciclopropeno y 1-metilciclopropeno (1-MCP). El 1-MCP es más estable que el ciclopropeno, y 1 000 veces más activo que el 3,3-dimetilciclopropeno.

## Mecanismo de acción del 1-metilciclopropeno
El 1-MCP compite con el etileno por el sitio activo en las proteínas de membrana receptoras del etileno. Luego de que una molécula de 1-MCP se une al sitio activo de un receptor, actúa como agente bloqueante impidiendo el acceso del etileno a dicho sitio. La unión del 1-MCP al sitio activo de los receptores del etileno es prácticamente irreversible. Así, el 1-MCP inhibe todos aquellos procesos de la maduración dependientes de la acción del etileno. La maduración posterior de los frutos tratados con 1-MCP se produciría por su capacidad de sintetizar nuevos receptores luego de la aplicación del producto. Por no haber sido expuestos a la presencia de 1-MCP, esos nuevos receptores no se hallan bloqueados. Así, el etileno puede eventualmente unirse a ellos de forma reversible y desarrollar sus funciones regulatorias, desencadenando la cascada de señales conducente a la maduración. Por la amplitud del impacto que el 1-MCP tiene en diferentes especies, es considerado por algunos autores como la tercera revolución tecnológica en postcosecha de frutos, luego de la aplicación de frío y de las atmósferas controladas y atmósferas modificadas. Por otra parte, en muchos productos se pueden combinar los efectos de las distintas tecnologías, como así también la aplicación.

## Efectos del 1-metilciclopropeno

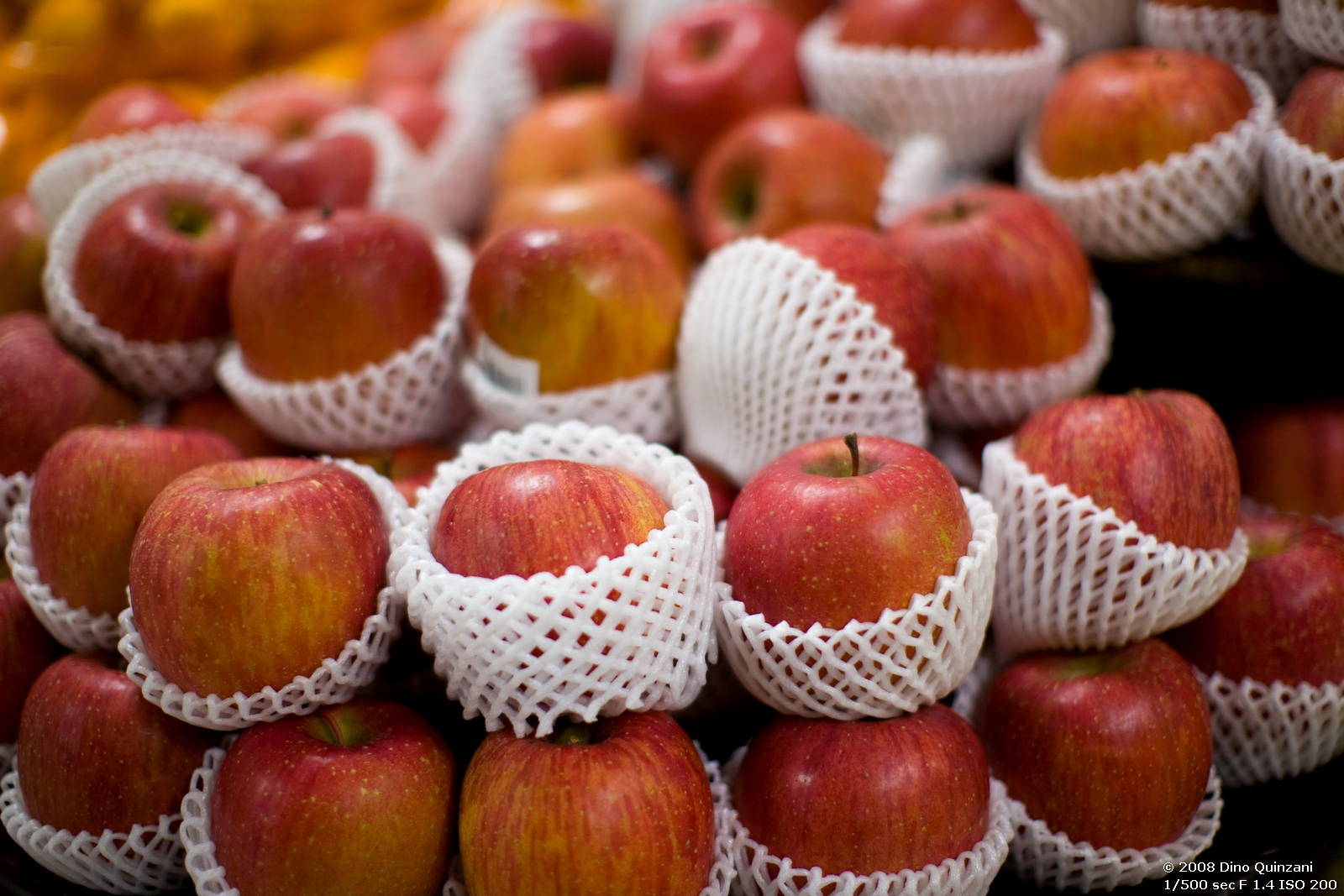
El uso del 1-metilciclopropeno como tecnología complementaria del frío se justifica plenamente en frutos como las manzanas que presentan una buena respuesta al producto y cuyo consumo se busca diferir más marcadamente en el tiempo. También se utiliza en frutos que se presentarán de forma diferenciada en los mercados.

En referencia a los efectos del 1-MCP, resulta conveniente efectuar algunos comentarios generales, sobre la base de dos revisiones científicas.
- La efectividad de la acción del 1-MCP depende de una interacción entre el tiempo de exposición y la concentración de 1-MCP aplicada: cuanto mayor es el tiempo de exposición, menor es la concentración requerida para alcanzar el mismo efecto.

- La producción de etileno de los frutos usualmente se inhibe por aplicación de 1-MCP. Así sucede en manzanas, peras, kiwis, damascos, ciruelas, etc. Sin embargo, en algunos frutos como bananas y pomelos, (la aplicación del 1-MCP a los higos está en estudio por la Universidad de Extremadura), la producción de etileno se incrementa con la aplicación de 1-MCP, probablemente como resultado de un mecanismo bioquímico de retroalimentación positiva en la ruta de síntesis del etileno.

- Los procesos de maduración característicos de los frutos climatéricos (ablandamiento, amarillamiento, aumento de la tasa respiratoria, pérdida de acidez titulable, síntesis de volátiles) usualmente se demoran o inhiben por la aplicación de 1-MCP. También se retarda la destrucción de las clorofilas en frutos no climatéricos como limas y limones.

- La variedad afecta grandemente la respuesta de los frutos al 1-MCP. Eso se ha demostrado particularmente en ciruelas y manzanas. En estas últimas, la entrada del 1-MCP al interior del fruto, y su consiguiente acción, resulta en parte dependiente del espesor y constitución de la cutícula cerosa que lo rodea, que a su vez es característica de cada variedad.

- El estado de madurez suele también afectar la respuesta al 1-MCP, aunque esto depende de la especie en cuestión. Las manzanas y peras pierden su capacidad de respuesta ante aplicaciones de 1-MCP luego de transcurrir lapsos relativamente cortos en almacenamiento. Asimismo, las respuestas suelen ser menores en frutos de la segunda o tercera cosecha respecto de frutos de primera cosecha que se recolectan en un estado de madurez menos avanzado. Sin embargo, el kiwi es capaz de responder al 1-MCP aun cuando se ha iniciado el ablandamiento.

- El efecto del 1-MCP puede variar con la temperatura de aplicación. En general, se considera que las exposiciones de los frutos al 1-MCP resultan más eficaces cuando se realizan a 20 °C que a 0 °C. Sin embargo, en frutos como manzana, pera y kiwi, las aplicaciones efectuadas a temperaturas próximas a 0 °C continúan presentando altos niveles de eficiencia.

- El 1-MCP reduce la incidencia de numerosos desórdenes fisiológicos: por ejemplo, escaldadura superficial en manzanas, corazón acuoso en peras, y pardeamientos internos en ananás, ciruelas, manzanas y peras. Otros desórdenes suelen agravarse por la aplicación de 1-MCP: bitter pit en manzanas y daño por frío en duraznos, nectarinas y ciruelas, entre otros.

La Environmental Protection Agency (EPA, USA) ha catalogado al 1-MCP como un regulador vegetal. El 1-MCP es de naturaleza gaseosa, y el nivel de residuos que deja en los frutos es muy bajo. El 1-MCP es considerado no tóxico y carente de efectos adversos para el ser humano, y se encuentra actualmente liberado para su aplicación a diversos frutos.
El advenimiento del 1-MCP como herramienta tecnológica tuvo un enorme impacto a nivel comercial. Las principales empresas empacadoras-exportadoras de manzanas del mundo tratan buena parte de la producción con 1-MCP como complemento del uso del frío. Sin embargo, no todas las especies de frutos responden favorablemente a la acción del 1-MCP. Gabriel O. Sozzi y Randolph M. Beaudry (2007) publicaron una encuesta a científicos en la cual se pone de manifiesto que las frutas que manifestaron mejor respuesta al 1-MCP fueron la manzana, el caqui, el kiwi, la ciruela japonesa, la palta y la pera europea y japonesa.

## Presentaciones comerciales
Existen varias presentaciones comerciales del 1-metilciclopropeno por parte de la empresa AgroFresh, según el destino y las condiciones de la aplicación. Entre ellas se cuentan:
- EthylBloc® (0,43 % de principio activo), usado en flores de corte, ornamentales y viveros);
- Smart Fresh™ (3,3 % de principio activo), usado en postcosecha de frutos, tales como manzanas, melones, peras, paltas, mangos, papaya, kiwi, ciruelas, etc.;
- SmartFresh™ SmartTabs (0,63 % de principio activo), utilizado en productos alimenticios que contienen ciertos frutos mínimamente procesados, tales como manzanas, melones, peras, paltas, mangos, papaya, kiwi, ciruelas, etc.;
- EthylBloc® Sachet (0,014 % de principio activo), usado para flores de corte, plantas de maceta y plantas ornamentales de follaje.